# Comuna Peteranec, Koprivnica-Križevci
Peteranec este o comună în cantonul Koprivnica-Križevci, Croația, având o populație de 2.704 locuitori (2011).

## Demografie
Componența etnică a comunei Peteranec
     Croați (92,57%)
     Romi (7,06%)
     Necunoscut (0%)
     Neclasificat (0,22%)
Componența confesională a comunei Peteranec
     Catolici (97,78%)
     Necunoscută (0,55%)
     Alte religii (1,66%)
Conform recensământului din 2011, comuna Peteranec avea 2.704 locuitori. Din punct de vedere etnic, majoritatea locuitorilor (92,57%) erau croați, cu o minoritate de romi (7,06%). Din punct de vedere confesional, majoritatea locuitorilor (97,78%) erau catolici. Pentru 0,55% din locuitori nu este cunoscută apartenența confesională.